# Joan Tena i Aran
Joan Tena i Aran (Barcelona, 1923-2007) fou un coreògraf i professor de dansa català. S'inicià en la dansa clàssica amb Joan Magriñà, i va ser un dels pioners a l'hora de fundar una companyia independent de dansa a Barcelona. Conegut com el Diàguilev català, va ser un gran innovador de la dansa a la dècada dels 50 en introduir el dodecafonisme en les coreografies. Va oferir propostes trencadores, però el seu somni era aconseguir la creació del Ballet Nacional de Catalunya
Ha dirigit diverses companyies de dansa i ha deixat una destacada empremta com a creador. Entre les agrupacions que va fundar i va liderar es troben el Ballet de Joan Tena (fundat el 1954), el Ballet de Cambra i el Joan Tena Ballet Drama, creat a finals dels anys 70. Fou amic i col·laborador d'Antoni Tàpies, Joan Brossa, Josep Guinovart o Xavier Montsalvatge. El 1992 fou guardonat amb la Creu de Sant Jordi i el 2006 amb el Premi FAD d'honor.

## Biografia
Jove, impetuós, creatiu i d'esperit avançat, Tena no en té prou de seguir la tècnica clàssica. Considera que Magrinyà ha quedat estancat en un temps i una estètica que a la resta d'Europa i Amèrica ha evolucionat cap a àmbits més ‘lliures'. Així, busca noves propostes fora de l'acadèmia de Petritxol i coneix Marina Lie Goubonina, altrament dita Marina Noreg. La ballarina li obre la ment. El 1952 es presenta al Teatre Romea el Ballet Joan Tena, recolzat per un grup de mecenes i intel·lectuals que avalen la proposta: Alexandre Cirici, Joan Tàpies, Joan Josep Tharrats, Josep Guinovart, Mestres Quadreny, Xavier Montsalvatge i Josep Cercós. Són una nova generació d'artistes que volen trencar amb les formes obsoletes del segle xix i que, malgrat l'aïllament en què es troba l'Estat a causa de la dictadura, no renuncien a conèixer i experimentar amb els nous corrents avantguardistes europeus i nord-americans.
Les coreografies de Joan Tena, de clara vocació innovadora, es basen en la música clàssica i contemporània amb títols com ‘Concierto italiano’ i ‘Tocata i fuga en re menor’, de Bach; ‘El mandarí meravellós', de Béla Bartók; ‘Las Ramblas', de Joan Comellas; ‘Suite’, de Juan Hidalgo, o ‘Fantasía del circo’, d'Àngel Sardà. Entre els seus ballarins destaquen Antoni Monllor, Pilar Llorens (Pastora Martos), Consol Villaubí i Maruja Blanco. Tots ells havien estat (o són) ballarins del Gran Teatre del Liceu sota les ordres de Magrinyà.
El Ballet Joan Tena actua a Catalunya, a Zuric i al Festival d'Espanya. El 1957 es dissol la companyia i neix el Ballet de Cambra, més reduït, que tindrà en repertori ‘Barcelona Blue’, de Montsalvatge; ‘Allegro bárbaro’, de Bartók; ‘El pájaro azul', de Txaikovski i altres obres sobre músiques que van de Mozart a Prokóvief. El 1979, el coreògraf crearà una tercera companyia, el Joan Tena Ballet-Drama.

## Coreografies
- Barcelona blue de Xavier Montsalvatge.
- La Rambla, amb música de Joan Comellas i decorats de Josep Guinovart.
- El mandarí meravellós, ballet expressionista de Béla Bartók, amb decorats de Joan Josep Tharrats
- El cigne, film amateur del cineasta reusenc Víctor Guix Castellví rodat el 1969 al llac de Banyoles. A l'any següent el mateix autor filma el film amateur "Bagatela" a l'escola de dansa de Joan Tena.
- Campanades a mort i El meu amic el mar, ambdues de Lluís Llach.